# ميل برادفورد
ميل برادفورد (بالإنجليزية: Mel Bradford)‏ هو كاتب أمريكي، ولد في 8 مايو 1934 في فورت وورث في الولايات المتحدة، وتوفي في 3 مارس 1993 في مدلاند في الولايات المتحدة.